# Joods monument (Den Haag)
Het Joods monument in Den Haag is een gedenkteken op het Rabbijn Maarsenplein in de oude Joodse buurt van Den Haag. Het is opgericht ter nagedachtenis aan de 12.000 Joodse Hagenaars die in de Tweede Wereldoorlog zijn weggevoerd en vermoord, en ter herinnering aan de oude Joodse buurt. In het monument is het monument 'Davidster' van Dick Stins uit 1967 opgenomen. Dit gedenkteken, ook bekend als het Amalekmonument, bevond zich voorheen aan de Gedempte Gracht.
Het monument, een initiatief van de stichting Joods Monument Den Haag, is ontworpen door de kunstenares Anat Ratzabi. Het werd onthuld op 28 januari 2018 door burgemeester Pauline Krikke van Den Haag, de voorzitter van de Liberaal Joodse Gemeente in Den Haag, de voorzitter van het Nederlands Israëlitisch Kerkgenootschap in Den Haag en de kunstenares.

## Beschrijving
In het midden van een driedelige muur staat een surrealistische deur op een smalle kier. Hierop is de Amalek sculptuur van Stins geïnstalleerd. Twee koffers staan symbool voor de deportatie. Deze koffers zijn van onderaf verlicht. Zes stenen ovale zitplaatsen staan symbool voor de zes miljoen vermoorde Joden. Elke steen toont aan beide kanten een reliëf sculptuur dat voor een van de  twaalf stammen van Israël staat. De zes ovale stenen en de twaalf reliëfs vormen tezamen achttien elementen. In het jodendom is achttien een speciaal getal dat de letterwaarde van het Hebreeuwse woord חַי (chai) is. Chai betekent leven.

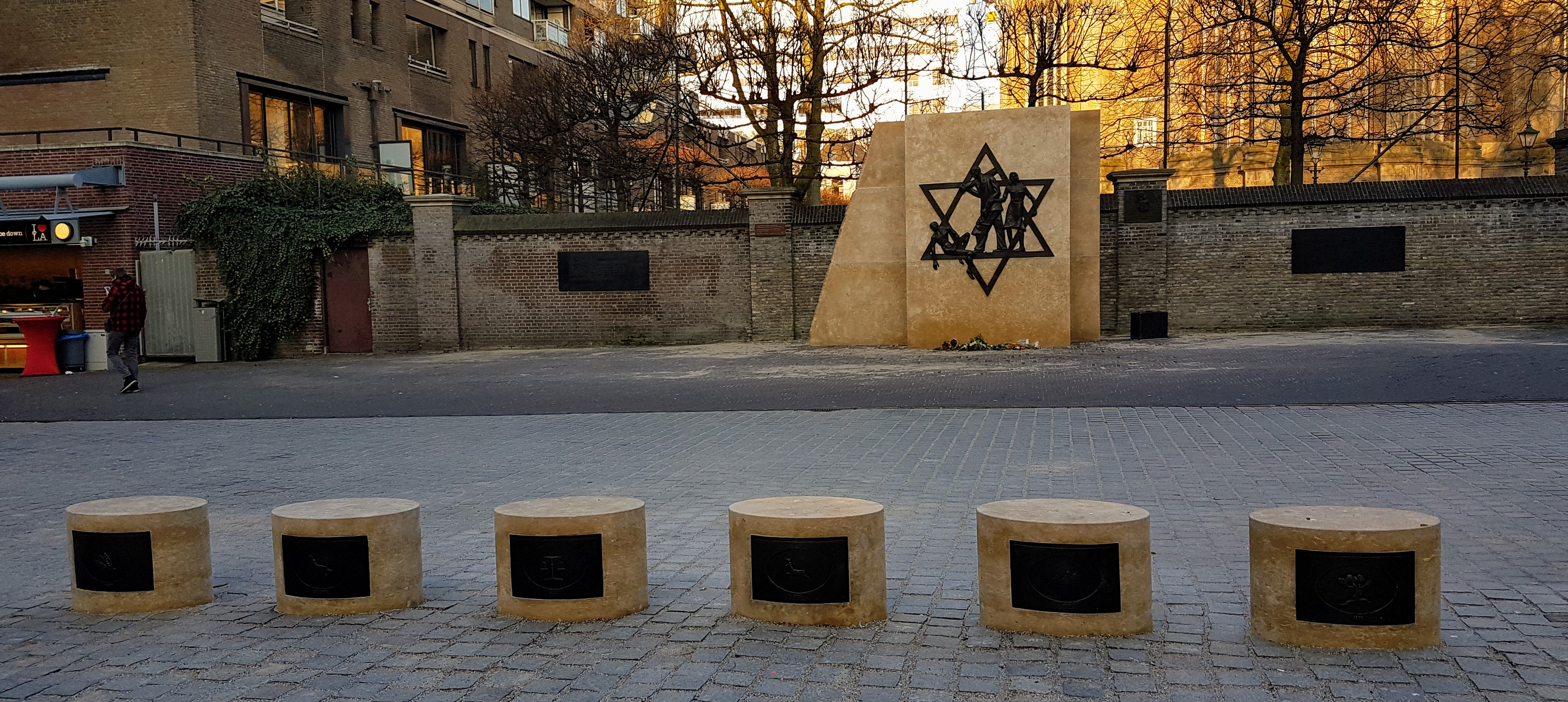
Het monument met de zes zitplaatsen

## Teksten
Bij het monument staat:
GEDENK WAT AMALEK U GEDAAN HEEFT ...
... VERGEET HET NIET.
DEUT : 25.17.19.

en:
OPDAT ZIJ NIET VERGETEN WORDEN
Kijk naar de deur op een kier, naar de monumenten om u heen.

Hier was het middelpunt van de Joodse Buurt van Den Haag.

Meer dan 12000 Joodse Hagenaars, mannen, vrouwen en kinderen,

werden weggevoerd en vermoord tijdens de rampjaren 1940-1945.
HUN NAGEDACHTENIS ZIJ TOT ZEGEN   זכרונם לברכה.